# 皇冠海泰U25新銳賽
皇冠海泰U25新銳賽，由韓國棋院主辦，2017年底開賽，限25歲以下棋手參加。冠軍獎金3000萬韓元，亞軍獎金1200萬韓元。用時為每方10分鐘，每步加20秒的賽制。
2018年 第一屆 冠軍 朴廷桓九段 2-1 申真諝九段
2019年 第二屆 冠軍 朴河旼四段 2-0 羅玄九段
2020年 第三屆 冠軍 宋知勛五段 2-1 李昌錫五段
2021年 第四屆 冠軍 李昌錫六段 2-0 偰玹准六段